# Jerzy Dudek
Jerzy Henryk Dudek (výslovnost [ˈjɛʐɨ ˈdudɛk]IPA, 23. března 1973 v Rybnice) je bývalý polský fotbalový brankář. V roce 2000 získal ocenění fotbalista roku v Polsku, cenu Gouden Schoen v Nizozemsku a v letech 1999 a 2000 ocenění Fotbalový brankář roku Nizozemska.
Je ženatý, má jednoho syna a dvě dcery.

## Fotbalová kariéra
Kariéru ukončil v roce 2011 po čtyřletém působení ve španělském klubu Real Madrid, v minulosti hrál například za nizozemský Feyenoord nebo za anglický klub Liverpool FC, se kterým vyhrál v roce 2005 Ligu mistrů UEFA. V penaltovém rozstřelu ve finále Ligy mistrů proti AC Milán dělal houpavé pohyby, aby znervózněl exekutory kopů ze soupeřova týmu. Tato taktika mu vyšla.
Za polskou fotbalovou reprezentaci si připsal 59 startů.